# Bystřice (Kadaň)
Bystřice (německy Witstritz) je zaniklá vesnice v okrese Chomutov. Stála dva kilometry severně od Kadaně, ke které v době svého zániku jako místní část patřila. Zanikla v roce 1980 v souvislosti s budováním výsypek v prostoru hnědouhelného lomu Nástup – Tušimice. Existuje také katastrální území Bystřice u Kadaně s rozlohou 1,35 km².

## Název
Název vesnice vznikl přeměnou přídavného jména bystrá na podstatné jméno. V historických listinách se jméno objevuje například ve tvarech: Bystrzicz (1352), Bistricz (1369), Bistrzycz (1385), Wistricz (1482), Wistržiczy (1608), Bystřice (1615), Wysteritz (1628) nebo Wistricz a Bystržicze (1787).

## Historie
Bystřice existovala už ve dvanáctém století, ale první písemná zmínka o ní pochází až z roku 1283, kdy ji valdsaský klášter přenechal klášteru v Grünhainu. Ten potom z Bystřice spravoval svůj majetek v Čechách. Jádrem vesnice byl románský kostel Narození Panny Marie, u kterého stával dvorec.
Dějiny v dalších stoletích jsou nejasné. Grünhainský klášter vesnici vlastnil téměř do poloviny šestnáctého století, ale král Václav IV. ji roku 1415 věnoval Vlaškovi z Kladna. V roce 1454 byla vesnice součástí hasištejnského panství pánů z Lobkovic. Stávala v ní tvrz, kterou tehdy Lobkovicové prodali jakémusi poddanému. Grünhainský klášter se o vesnici soudil až do svého zániku v roce 1536, kdy jeho majetek připadl koruně. Roku 1557 Bystřici od panovníka získal do zástavy Albrecht Šlik a po něm v roce 1552 Bohuslav Hasištejnský z Lobkovic. Majitelkou tvrze se v roce 1580 stala Marie Anna Doupovcová z Údrče.
Císař Rudolf II. vesnici v roce 1608 prodal Linhartovi ze Štampachu. Jeho synové Jan Jindřich, Matyáš mladší a Linhart mladší, se zúčastnili stavovského povstání v letech 1618–1620, za což jim byl zkonfiskován majetek. Roku 1624 Bystřici koupil Jaroslav Bořita z Martinic a připojil ji ke svému spojenému panství Ahníkov – Prunéřov. Vesnice u panství zůstala do zrušení poddanství a pozdější velkostatek až do roku 1945.
Podle berní ruly z roku 1654 ve vsi žili dva sedláci, dvanáct chalupníků a jeden člověk bez pozemků. Sedlákům patřilo celkem dvanáct potahů, pět krav, pět jalovic, patnáct ovcí a devatenáct prasat. Chalupníci měli dohromady osm potahů, sedmnáct krav, 23 jalovic, třicet ovcí a 21 prasat. Hlavním zdrojem obživy byl chov dobytka a pěstování pšenice nebo žita. Tereziánský katastr z roku 1748 ve vesnici uvádí dva rybníky a mlýn se dvěma koly na stálé vodě. Řemeslo zde tehdy provozoval ještě krejčí a zedník.
Velký poplužní dvůr byl i s tvrzí zbořen v polovině devatenáctého století a část jeho plochy byla použita k vybudování návsi, kterou vesnice do té doby neměla. Obec měla dvoutřídní školu a na okraji vesnice fungovala cihelna.
Po druhé světové válce došlo k vysídlení Němců, ale místo nich se přistěhovali lidé z Čech. Přesto počet obyvatel poklesl asi na polovinu předválečného počtu. Na začátku padesátých let dvacátého století bylo v Bystřici založeno jednotné zemědělské družstvo, ale o deset let později bylo začleněno do státního statku. V dalších desetiletích se rozšiřovala těžba uhlí v Lomu Nástup a na místě vesnice vznikla výsypka.
Vesnici přibližně na jejím původním místě připomíná pomístní jméno uváděné na Základních mapách ČR. V roce 2019 byla též vybudovaná železniční zastávka Kadaň-Bystřice na železniční trati 132 ležící severozápadně od bývalé vesnice již v katastrálním území Kadaň.

## Přírodní poměry
Vesnice stávala na rozhraní Doupovských hor a Mostecké pánve na severním úpatí Bystřického kopce v nadmořské výšce 305 metrů. Západním okrajem vesnice protékal Prunéřovský potok.

## Obyvatelstvo
Při sčítání lidu v roce 1921 zde žilo 353 obyvatel (z toho 166 mužů), z nichž bylo dvanáct Čechoslováků, 335 Němců a šest cizinců. Kromě osmi evangelíků a dvou lidí bez vyznání patřili k římskokatolické církvi. Podle sčítání lidu z roku 1930 měla vesnice 457 obyvatel: šestnáct Čechoslováků, 439 Němců a dva cizince. Kromě římskokatolické většiny zde žilo sedm evangelíků, jeden člen církve československé, jeden příslušník nezjišťovaných církví a třicet lidí bez vyznání.
| Obyvatelé                                          | 203 | 291 | 245 | 323 | 370 | 353 | 457 | 233 | 272 | 18 |
| Domy                                               | 32  | 41  | 42  | 45  | 48  | 49  | 60  | 60  | .   | 5  |
| Počet domů z roku 1961 je zahrnut v domech Kadaně. |     |     |     |     |     |     |     |     |     |    |

## Obecní správa
Po zrušení poddanství se Bystřice roku 1850 stala samostatnou obcí v okrese Kadaň. Při sčítání lidu roku 1869 byla vesnice uvedena jako osada Prunéřova, ale při dalších sčítáních byla znovu obcí. Při územní reorganizaci v roce 1960 byla připojena jako část obce ke Kadani. Dne 1. dubna 1980 vesnice úředně zanikla.

## Pamětihodnosti
Ve vesnici stával původně pozdně gotický kostel Narození Panny Marie z počátku šestnáctého století. Byl několikrát upravován a na jaře roku 1968 zbořen. Nad hospodářským dvorem stála raně barokní socha svatého Jana Nepomuckého z konce sedmnáctého století. Boží muka z Bystřice byla přesunuta před kostel ve Strupčicích. Bystřická tvrz stávala až do poloviny devatenáctého století jižně od kostela. Poté byla zbořena a na jejím místě vyrostla novogotická správní budova hospodářského dvora.